# Грб општине Димитровград
Грб Димитровграда је према статуту општине званично обележје општине Димитровград. Премда је статутом означено као грб, ова квалификација је научно неутемељена, те је са научног аспекта обележје општине нехералдички амблем, беџ.

## Блазон
Статут општине ово обележје Димитровграда описује на следећи начин:
| „ | Грб општине је пехар, на чијем горњем делу стоји полукружни зупчаник, у средини усправно постављени житни клас преко кога стоји глава овна са увијеним према доле роговима, а са стране пехара симетрични прсни део народне ношње, док је на горњем делу постоља пехара полукружно исписан назив општине. | ” |